# ItaloBrothers
ItaloBrothers je německá skupina taneční hudby, kvůli svému názvu skupiny někdy považovaní za italskou. Tvoří ji trojice členů - Zacharias Adrian (producent), Kristian Sandberg (skladatel) a Matthias Metten (zpěvák). Jejich hudební styl je na pomezí dance, disko, techno, electro a house music.

## Kariéra
Skupina ItaloBrothers byla založena v listopadu 2005. Jejich hudební vydavatelství je Zooland Records, které mají také hudební skupiny jako Cascada nebo Tune Up!. Debutové album STAMP! bylo vydáno v prosinci 2010 a obsahuje celkem 14 skladeb.

## Diskografie

### Alba
- Prosinec 2010: Stamp![1]

### Singly
- 2006: The Moon
- 2007: Colours of the Rainbow (jako Tune Up! vs. ItaloBrothers)
- 2007: Moonlight Shadow
- 2007: Counting Down the Days
- 2008: Where Are You Now?
- 2009: Stamp On The Ground
- 2009: So Small
- 2010: Love Is on Fire
- 2010: Love Is on Fire (Remix)
- 2010: Upside Down

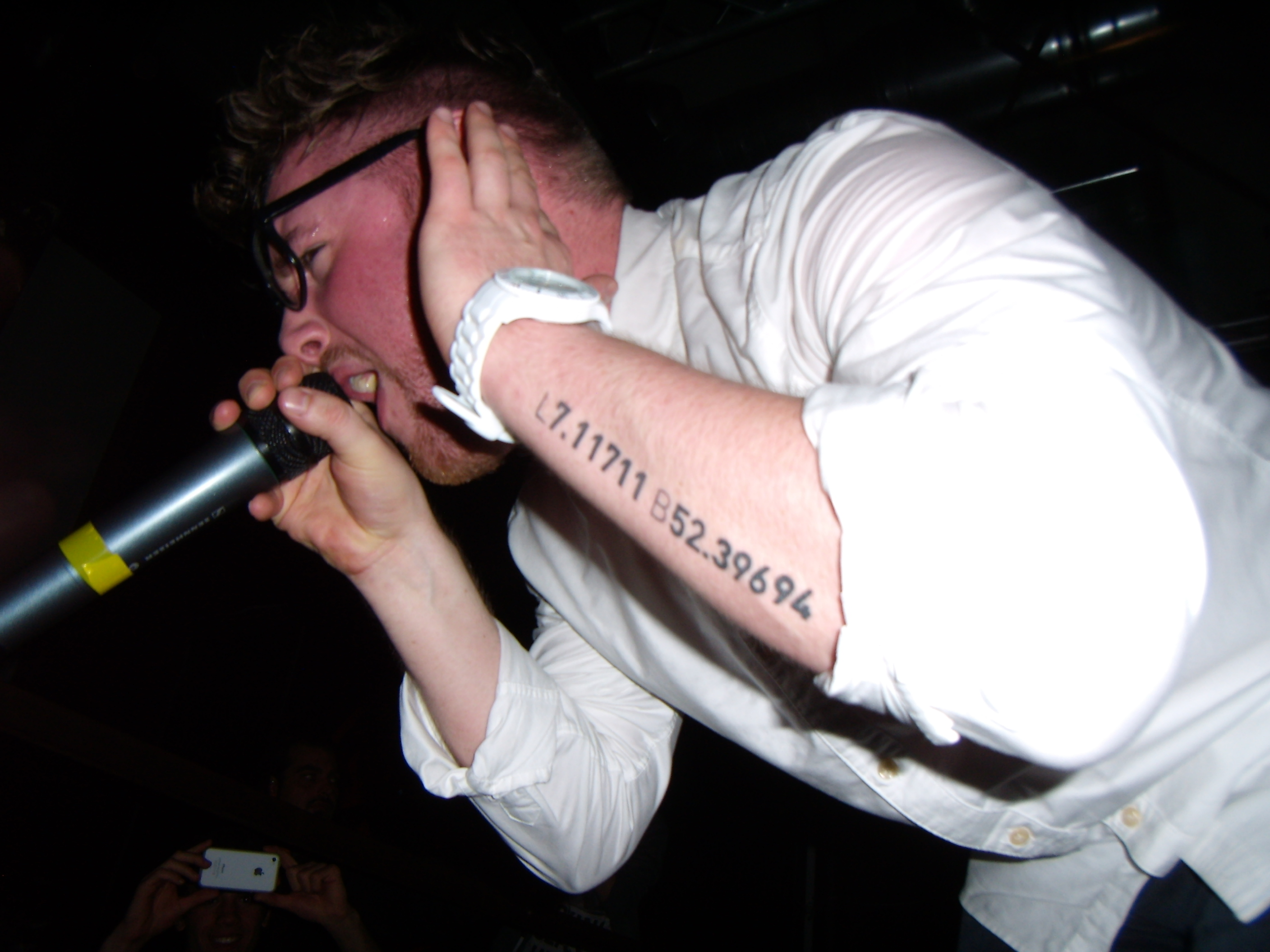
Matthias Metten (člen německé skupiny ItaloBrothers) v Itálii, březen 2012

- 2010: Love Is on Fire - Akustická verze
- 2010: Radio Hardcore
- 2011: Cryin’ in the Rain
- 2011: Boom (feat. Carlprit)
- 2012: Pandora 2012
- 2012: My Life Is a Party
- 2013: This Is Nightlife
- 2013: Luminous Intensity
- 2014: Up ‘N Away
- 2014: P.O.D
- 2014: One Heart
- 2015: Welcome To The Dancefloor
- 2015: Sleep When We're Dead
- 2016: Summer Air
- 2017: Hasselhoff 2017
- 2021: Down For The Ride

### EP
- Květen 2007: Counting Down The Days
- Květen 2010: Cryin’ in the Rain
- Listopad 2011: Boom

### Remixy
- Cascada – Ready for Love (ItaloBrothers New Voc Rmx/ 2006)
- Cerla Vs. Manian – Jump (ItaloBrothers New Voc Rmx/ 2006)
- Floorfilla – Italodancer (ItaloBrothers New Voc Rmx/ 2007)
- Manian – Turn the Tide (ItaloBrothers New Voc Rmx/ 2007)
- Dan Winter & Rob Mayth – Dare Me (ItaloBrothers New Voc Rmx/ 2007)